# Stanislav Hlaváček
Stanislav Hlaváček (2. března 1929 Praha – 7. prosince 2010 tamtéž) byl český fotbalový záložník. Věnoval se také lednímu hokeji, společně s Františkem Fiktusem hájili barvy Slavie Praha.

## Hráčská kariéra
Odchovanec ČAFC Praha hrál v československé lize za Dynamo Praha (dobový název Slavie) a Spartak Praha Stalingrad/ČKD Praha (dobové názvy Bohemians), vstřelil dvě prvoligové branky.

### Prvoligová bilance
| Ročník             | Zápasy | Góly | Minuty | Klub                     |
| ------------------ | ------ | ---- | ------ | ------------------------ |
| I. liga 1953       | –      | 0    | –      | Dynamo Praha             |
| I. liga 1954       | –      | 0    | –      | Dynamo Praha             |
| I. liga 1955       | –      | 0    | –      | Dynamo Praha             |
| I. liga 1956       | –      | 2    | –      | Dynamo Praha             |
| I. liga 1958/59    | 13     | 0    | –      | Spartak Praha Stalingrad |
| I. liga 1962/63    | 7      | 0    | –      | ČKD Praha                |
| I. liga 1963/64    | 2      | 0    | –      | ČKD Praha                |
| CELKEM I. ČS. LIGA | 44     | 2    | –      |                          |